# Кримський інженерно-педагогічний університет
Кримський інженерно-педагогічний університет (крим. Qırım müendislik-pedagogika universiteti) — вищий навчальний заклад в Україні. Створений 1993 року. Більше половини спеціальностей університету акредитовані за IV рівнем, виш у цілому — по IV рівню.
Знаходиться на території Автономної республіки Крим, з 2014 року тимчасово окупованій РФ.
Колишні назви: Кримський державний інженерно-педагогічний університет, Кримський державний індустріально-педагогічний інститут.
В університеті на семи факультетах навчалось 10000 студентів за 23 спеціальностями. На 32 кафедрах працює понад 500 викладачів, з них 43 доктори наук і професорів, 226 кандидатів наук і доцентів.
При університеті створено Науково-дослідний центр кримськотатарської мови і літератури (директор — Ісмаїл Асанович Керімов, д.ф.н., професор).

## Керівництво вишу
- Ректор — Февзі Якубович Якубов, д.т. н., професор, заслужений діяч науки і техніки Узбекистану, заслужений працівник освіти України, Герой України, колаборант, що співпрацює з окупаційною владою РФ у Криму.
- Перший проректор — Ескендер Меджітовіч Люманов, к.т.н., доцент.
- Проректор з наукової роботи — Наталія Вікторівна Кропотова, к.х.н., доцент, заслужений працівник освіти АРК.
- Проректор з адміністративно-господарської роботи — Мухамедьяров Наіль Нариманович, к.с.н. доцент.
- Головний бухгалтер — Ваніева Мерьем Різаевна к.є.н., доцент

## Основні наукові напрями
- Розробка ресурсозберігаючих, екологобезпечних і адаптивних технологій в машинобудуванні та автомобільному господарстві.
- Наукове забезпечення процесів реформування економічних відносин і найповнішого використання ресурсного потенціалу Криму.
- Наукове забезпечення становлення та розвитку професійної компетентності інженерів-педагогів.
- Наукове забезпечення комп'ютеризації навчального процесу.
- Розробка наукових основ підтримання екологічної рівноваги в регіоні, екологічного виховання та оздоровлення молоді.
- Вдосконалення механізмів соціальної адаптації та формування особистості в умовах поліетнічності, вивчення традицій і тенденцій етнопедагогіки.
- Розробка актуальних проблем культурної, етнополітичної та соціально-економічної історії Криму.
- Наукове забезпечення функціонування мов в умовах поліетнічності.
- Наукове забезпечення процесів відродження та розвитку кримськотатарської мови і літератури.
- Наукове забезпечення становлення та розвитку кримськотатарської художньої культури.

## Участь у міжнародних науково-дослідних проектах, залучення грантів
На базі університету функціонує інформаційно-ресурсний центр «Вікно в Америку», створений за підтримки Посольства США на Україну, а також Лабораторія мультимедійних освітніх технологій, яка співпрацює з міжнародною організацією KOICA.
Тюркологічні центр досліджень за підтримки ТІКА

## Видавнича діяльність
Кримський інженерно-педагогічний університет видає збірники наукових статей «Вчені записки КІПУ», «Січневі педагогічні читання», «Bonum Initium», «Практика — ключ до майбутньої професії», матеріали наукових та науково-практичних конференцій.

## Відомі випускники
- Ролан Селімов (Dj Bebek)
- Ельнара Кучук (співачка)
- Едіп Асанов (композитор)
- Алім Алієв (соліст групи «Дестан»)
- Демірель Абдуллаєв (співак)

## Напрями підготовки

### Інженерно-технологічний факультет
- Професійне навчання за профілями підготовки:
  - транспорт (сервіс та експлуатація автомобільного транспорту)
  - машинобудування та матеріалообробка (комп'ютерні технології в машинобудуванні)
  - машинобудування та матеріалообробка (охорона праці в машинобудуванні та соціальній сфері)
  - машинобудування та матеріалообробка (електромеханіка і зварювання у виробництві та сервісі промислового та побутового обладнання)
  - технологія виробів легкої промисловості (технологія та дизайн одягу)
- Трудове навчання із спеціалізаціями:
  - безпека життєдіяльності
  - креслення

### Факультет інформатики
- Прикладна інформатика

### Факультет економіки
- Менеджмент організацій
- Міжнародна економіка
- Облік і аудит за спеціалізаціями:
  - облік і аудит в банках
  - облік і аудит в промисловості
  - облік і аудит на сільськогосподарських підприємствах
  - облік і аудит в бюджетних та фінансових організаціях

### Психолого-педагогічний факультет
- Практична психологія
- Дефектологія
- Дошкільне виховання
- Початкове навчання
- Музичне виховання із спеціалізаціями:
  - народно-пісенне мистецтво
  - народно-інструментальне мистецтво
- Образотворче та декоративно-прикладне мистецтво

### Факультет кримськотатарської і турецької філології
- англійська, турецька
- англійська, німецька
- кримськотатарська, російська
- кримськотатарська, англійська
- англійська, українська

### Факультет мистецтв
- музично-інструментальне мистецтво
- вокальне мистецтво
- диригування
- декоративно-прикладне мистецтво та народні промисли
- монументально-декоративне мистецтво

### Історико-філологічний факультет
- Українська мова та література, англійська мова
- Англійська мова, українська мова та література
- Німецька мова та література, англійська мова
- Російська мова та література, англійська мова
- Історія